# قائمة كتب تاريخ الجزائر
الفترة الاستعمار الفرنسي، عنوان الكتاب:«الإفريقي  صانع ملحمة فزوز ورجال وجبال»المؤلف محمد حيدار ، الناشر دار الشهاب، سنة النشر 1916 ا م عدد لا بأس بكتاب: الإفريقي  صانعملحمة فزوز ورجال وجبال  المؤلف محمد حيدار  سنة الطبع 1916 دار الشهابه من الكتاب الجزائريين وغيرهم من العرب والعجم بالكاتبة عن تاريخ الجزائر، وكل كاتب اعتنى بجانب معين لمراحل تاريخ هذا البلد، واعتنت المعاهد والجامعات بالدراسات والبحث فيه واُقيمت ندوات ودارت نقاشات حول كتابة التاريخ الجزائري خاصة في ما يخص مرحلة الإستعمار الفرنسي للجزائر.

## قائمة كتب تاريخ الجزائر

### كتب عصور ماقبل التاريخ
| عنوان الكتاب                        | المؤلف                                             | الناشر                         | سنة النشر | الغلاف |
| ----------------------------------- | -------------------------------------------------- | ------------------------------ | --------- | ------ |
| تمهيد حول ما قبل التاريخ في الجزائر | ك. ابراهيمى؛ ترجمة محمد البشير شنيتى، رشيد بورويبه | الشركة الوطنية للنشر و التوزيع | 1982      |        |

### كتب العصور القديمة
| عنوان الكتاب | المؤلف              | الناشر             | سنة النشر | الغلاف |
| --- | ------------------- | ------------------ | --------- | ------ |
| مملكة الأوراس بين نهاية الاحتلال الوندالي وبداية الفتح الإسلامي | فاضل لخضر           |                    |           |        |
| المختصر في تاريخ الجزائر (من عهد الفينقيين إلى خروج الفرنسيين 814 ق.م – 1962 م)                                                                                              | صالح فركوس          |                    |           |        |
| أضرحة الملوك النوميد والمور: دراسة أثرية وتاريخية مقارنة لأهم الأضرحة الملكية النوميدية والمورية المشيدة منذ القرن الرابع ق. م. إلى غاية عشية الفتح الإسلامي في القرن السابع | رابح لحسن           | دار هومه - الجزائر | 2002      |        |
| نوميديا من حكم الملك جايا إلى بداية الاحتلال الروماني، 213 ق. م -46 ق. م. | فتيحة فرحاني        | منشورات أبيك       | 2007      |        |
| معالم التواجد الفينيقي البوني في الجزائر | محمد الصغير غانم    | دار الهدى          | 2003      |        |
| الجزائر: تاريخ الحروب الرومانية، والبيزنطية، والوندالية (عنوان أصلي: L'Algérie: histoire des guerres des Romains, des Byzantins et des Vandales)                             | أدولف دورو دو لامال | هاشيت              | 2012      |        |

### العهد الإسلامي
| عنوان الكتاب | المؤلف                       | الناشر                                       | سنة النشر | الغلاف |
| --- | ---------------------------- | -------------------------------------------- | --------- | ------ |
| تاريخ شمال إفريقيا من الفتح الإسلامي إلى نهاية الدولة الأغلبية                                                               | عبد العزيز الثعالبي          | دار الغرب الاسلامي - بيروت                   | 1990      |        |
| المغرب العربي الكبير من الفتح الإسلامي إلى الوقت الحاضر: ليبيا، تونس، الجزائر، المغرب الأقصى (مراكش)                         | شوقي عطا الله الجمل          | مكتبة الأنجلو المصرية - القاهرة              | 2009      |        |
| تاريخ المغرب وحضارته من قبيل الفتح العربي إلى بداية الاحتلال الفرنسي للجزائر من القرن السادس إلى القرن التاسع عشر الميلاديين | حسين مؤنس                    | الدار السعودية للنشر والتوزيع - جدة          | 1990      |        |
| تاريخ إفريقيا الشمالية: تونس، الجزائر، المغرب الأقصى من الفتح الإسلامي إلى سنة 1830                                          | شارل أندريه جوليان           | الدار التونسية للنشر                         | 1983      |        |
| نخب تأريخية جامعة لأخبار المغرب الأوسط                                                                                       | نبيلة عبد الشكور             | كنوز الحكمة للنشر والتوزيع                   | 2012      |        |
| البيان المغرب في اختصار أخبار ملوك الأندلس والمغرب                                                                           | ابن عذاري المراكشي           | دار الغرب الاسلامي - بيروت                   | 2013      |        |
| المطرب بروض القرطاس في أخبار ملوك المغرب وتاريخ مدينة فاس                                                                    | ابن أبي زرع                  | دار المنصور للطباعة والنشر والوراقة - الرباط | 1972      |        |
| تاريخ العدواني | محمد بن محمد بن عمر العدواني | دار الغرب الاسلامي - بيروت                   | 1996      |        |
| الدولة الصنهاجية، تاريخ إفريقية في عهد بني زيري من القرن 10 إلى القرن 12                                                     | الهادي روجي إدريس            | دار الغرب الاسلامي - بيروت                   | 1992      |        |

### العهد العثماني
| عنوان الكتاب                                                                 | المؤلف                                       | الناشر                                       | سنة النشر | الغلاف |
| ---------------------------------------------------------------------------- | -------------------------------------------- | -------------------------------------------- | --------- | ------ |
| الزهرة النائرة فيما جرى في الجزائر حين أغارت عليها جنود الكفرة               | محمد بن محمد بن عبد الرحمن بن رقية التلمساني | أوراق ثقافية للنشر والتوزيع - جيجل           | 2017      |        |
| الجزائر في عهد الآغاوات ( 1659-1671 )                                        | أمين محرز                                    | البصائر الجديدة - الجزائر                    | 2013      |        |
| مواقف العائلات الأستقراطية من الباشاغا المقراني                              | يحي بوعزيز                                   | المؤسسة الوطنية للكتاب - الجزائر             | 1994      |        |
| المفتي الجزائري ابن العنابي، رائد التجديد الإسلامي ( 1775- 1850 )            | أبو القاسم سعد الله                          | دار الغرب الاسلامي - بيروت                   | 1977      |        |
| الجزائر خلال الحكم التركي 1514-1830                                          | صالح عبّاد                                    | دار هومه - الجزائر                           | 2012      |        |
| نهاية الحكم العثماني في الجزائر وعوامل إنهياره (1800-1830)                   | أرزقي شويتام                                 | دار الكتاب العربي                            | 2011      |        |
| دراسات في تاريخ الجزائر الحديث – العهد العثماني / 1518-1830                  | عبد القادر فكاير                             | دار هومه - الجزائر                           | 2018      |        |
| المجتمع الجزائري وفعالياته في العهد العثماني: 926-1246هج 1519-1830م          | أرزقي شويتام                                 | دار الكتاب العربي                            | 2009      |        |
| تقييدات ابن المفتي في تاريخ باشوات الجزائر وعلمائها                          | ابن المفتي حسين بن رجب شاوش - فارس كعوان     | بيت الحكمة - العلمة                          | 2009      |        |
| الجزائر في عهد رياس البحر                                                    | وليم سبنسر                                   | الشركة الوطنية للنشر والتوزيع                | 1980      |        |
| حرب الثلاثمئة سنة بين الجزائر وإسبانية                                       | أحمد توفيق المدني                            | المؤسسة الوطنية للطباعة                      | 1984      |        |
| طلوع سعد السعود في اخبار وهران والجزائر وإسبانيا وفرنسا إلى أواخر القرن 19 م | بن عودة المزاري                              | دار الغرب الإسلامي                           | 1990      |        |
| شخصية الجزائر ومكانتها الدولية قبل 1830                                      | مولود قاسم نايت بلقاسم                       | دار البعث دار الأمة                          | 1985 2007 |        |
| تاريخ الجزائر الحديث من الفتح العثماني إلى الاحتلال الفرنسي                  | محمد خير الدين فارس                          | مكتبة دار الشرق                              | 1979      |        |
| رحلة الباي محمد الكبير إلى الجنوب الصحراوي                                   | أحمد ابن هطال التلمساني                      | عالم الكتب - القاهرة                         | 1969      |        |
| تاريخ بلد قسنطينة                                                            | أحمد بن المبارك بن العطار                    | دار الفائز للطباعة والنشر والتوزيع - قسنطينة | 2011      |        |
| الثغر الجماني في ابتسام الثغر الوهراني                                       | أحمد بن سحنون الراشدي                        | عالم المعرفة للنشر والتوزيع - الجزائر        | 2013      |        |
| كشاف وثائق تاريخ الجزائر في العهد العثماني                                   | خليفة حماش                                   | دار نوميديا - قسنطينة                        | 2012      |        |
| دراسات في تاريخ الجزائر الحديث العهد العثماني 1518 1830                      | عبد القادر فكاير                             | دار هومه - الجزائر                           | 2018      |        |

### الإستعمار الفرنسي
| عنوان الكتاب                                                                                                   | المؤلف                      | الناشر                             | سنة النشر | الغلاف |
| الإفريقي صانع ملحمة فزوز ورجال وجبال                                                                           | محمد حيدار                  | دار الشهاب                         | 1916      |        |
| --- | --------------------------- | ---------------------------------- | --------- | ------ |
| الحركة الوطنية الجزائرية ( 1900- 1930)                                                                         | أبو القاسم سعد الله         | الشركة الوطنية للنشر والتوزيع      | 1983      |        |
| محاضرات في تاريخ الجزائر الحديث (بداية الإحتلال)                                                               | أبو القاسم سعد الله         | الشركة الوطنية للنشر والتوزيع      | 1976      |        |
| الحركة الوطنية الجزائرية                                                                                       | أبو القاسم سعد الله         | دار الغرب الاسلامي - بيروت         | 1992      |        |
| إتفاقيات إيفيان                                                                                                | بن يوسف بن خدة              | ديوان المطبوعات الجامعية           |           |        |
| الاستعمار الفرنسي في الجزائر سياسة التفكيك الاقتصادي الاجتماعي 1830-1960                                       | عدي الهواري                 | دار الحداثة - بيروت                | 1983      |        |
| التاريخ العسكري و الإداري للأمير عبد القادر 1808-1847                                                          | أديب حرب                    | الشركة الوطنية للنشر والتوزيع      | 1983      |        |
| السياسة الفرنسية في الصحراء الجزائرية 1844-1916                                                                | عميراوي احميده و زاوية سليم | دار الهدى - عين مليلة              |           |        |
| مذكرات أحمد باي و حمدان خوجة و بوضربة                                                                          | محمد العربي الزبيري         | الشركة الوطنية للنشر والتوزيع      | 1982      |        |
| الحاج أحمد باي رجل دولة و مقاوم 1826- 1848                                                                     | بوضرساية بوعزة              |                                    | 1993      |        |
| التاريخ السياسي للجزائر من البداية و لغاية 1962                                                                | عمار بوحوش                  | دار الغرب الاسلامي - بيروت         | 1997      |        |
| الأمير عبد القادر رائد الكفاح الجزائري                                                                         | يحي بوعزيز                  | الشركة الوطنية للنشر والتوزيع      | 1964      |        |
| كفاح الجزائر من خلال الوثائق                                                                                   | يحي بوعزيز                  | المؤسسة الوطنية للكتاب - الجزائر   | 1986      |        |
| وصايا الشيخ الحداد و مذكرات ابنه سي عزيز                                                                       | يحي بوعزيز                  | المؤسسة الوطنية للكتاب - الجزائر   | 1989      |        |
| حروب المقاومة الجزائرية كما صورتها الكتابات الغربية الفرنسية                                                   | يحي بوعزيز                  |                                    | 1982      |        |
| ثورات الجزائر في القرنين 19 و 20                                                                               | يحي بوعزيز                  | منشورات المتحف الوطني للمجاهد      |           |        |
| مقاومة متيجة، محاضرات في التاريخ                                                                               | تلمساني بن يوسف             |                                    | 2001      |        |
| الجزائر في مؤلفات الرحالين الألمان (1830- 1835)                                                                | أبو العيد دودو              |                                    | 1989      |        |
| ثورة الأوراس 1879                                                                                              | عبد الحميد زوزو             | المؤسسة الوطنية للكتاب - الجزائر   | 1980      |        |
| ثورة بوعمامة 1881- 1908 ؛ جانبها العسكري والسياسي                                                              | عبد الحميد زوزو             | دار هومه للطباعة والنشر والتوزيع   | 2014      |        |
| الدراسات العربية في الجزائر عهد الاحتلال الفرنسي                                                               | إسماعيل العربي              | المؤسسة الوطنية للكتاب - الجزائر   | 1986      |        |
| مجاعات قسنطينة                                                                                                 | صالح العنتري                | الشركة الوطنية للنشر والتوزيع      | 1977      |        |
| الهجرة الجزائرية نحو الشام ( 1847 – 1919)                                                                      | عمار هلال                   | دار هومه - الجزائر                 | 1980      |        |
| كتاب تاريخ الجزائر المعاصرة                                                                                    | شارل روبير أجيرون           | منشورات عويدات - بيروت             | 1982      |        |
| كفاح الشعب الجزائري ضد الاحتلال الفرنسي وسيرة الأمير عبد القادر تاريخ الجزائر إلى ما قبل الحرب العالمية الأولى | علي الصلابي                 | دار المعرفة - بيروت                |           |        |
| المرجع في تاريخ الجزائر المعاصر (1830-1954)                                                                    | عبد الله مقلاتي             | ديوان المطبوعات الجامعية - الجزائر | 2014      |        |
| دراسات و أبحاث في تاريخ الجزائر الحديث و المعاصر                                                               | أحمد مريوش                  | مؤسسة كنوز الحكمة - الجزائر        | 2013      |        |
| كتاب تاريخ الجزائر المعاصر 1830- 1989                                                                          | بشير بلاح                   |                                    |           |        |

### فترة مابعد الإستقلال
| عنوان الكتاب                        | المؤلف              | الناشر                              | سنة النشر | الغلاف |
| ----------------------------------- | ------------------- | ----------------------------------- | --------- | ------ |
| تاريخ الجزائر المعاصر               | محمد العربي الزبيري |                                     |           |        |
| محاضرات في تاريخ الجزائر الحديث     | أبو القاسم سعد الله |                                     | 1982      |        |
| نصوص ووثائق في تاريخ الجزائر الحديث | عبد الحميد زوزو     | المؤسسة الوطنية للكتاب - الجزائر    | 1984      |        |
| محاضرات في الجزائر المعاصرة         | صالح العقاد         | معهد الدراسات العربية العالمية      |           |        |
| تاريخ الجزائر بعد الاستقلال         | بنجامين ستورا       | الهيئة العامة السورية للكتاب - دمشق | 2012      |        |
| تاريخ الجزائر المعاصرة              | شارل روبير أجيرون   | منشورات عويدات - بيروت              |           |        |
| مذكرات الشاذلي بن جديد              | الشاذلي بن جديد     | دار القصبة للنشر والتوزيع           | 2011      |        |

### كتب تاريخ عام
| عنوان الكتاب                                                                          | المؤلف               | الناشر                             | سنة النشر    | الغلاف |
| ------------------------------------------------------------------------------------- | -------------------- | ---------------------------------- | ------------ | ------ |
| تاريخ الجزائر العام                                                                   | عبد الرحمن الجيلالي  | دار مكتبة الحياة                   | 1965         |        |
| أبحاث و أراء في تاريخ الجزائر                                                         | أبو القاسم سعد الله  | دار الغرب الإسلامي - بيروت         | 1996         |        |
| تاريخ الجزائر الثقافي                                                                 | أبو القاسم سعد الله  | دار الغرب الإسلامي - بيروت         | 2000         |        |
| دراسات وأبحاث في تاريخ الجزائر                                                        | ناصر الدين سعيدوني   |                                    | 1988         |        |
| كتاب الجزائر: تاريخ الجزائر إلى يومنا هذا وجغرافيتها الطبيعية والسياسية وعناصر سكانها | أحمد توفيق المدني    | المطبعة العربية – الجزائر          | 1931         |        |
| بحوث ووثائق في التاريخ المغربي: الجزائر وتونس وليبيا 1816-1871                        | عبد الجليل التميمي   | ديوان المطبوعات الجامعية - الجزائر | 1985         |        |
| تاريخ الجزائر                                                                         | مسعود مجاهد          | مطابع دار الايتام الاسلامية        | 1969         |        |
| الموجز في تاريخ الجزائر                                                               | يحي بوعزيز           | دار الطليعة - بيروت                | 1965         |        |
| تاريخ الجزائر القديم والحديث                                                          | مبارك محمد الميلي    | المؤسسة الوطنية للكتاب - الجزائر   | طبع عدة مرات |        |
| الموانئ الجزائرية عبر العصور سلما وحربا                                               | مجموعة مؤلفين        | جامعة الجزائر                      |              |        |
| ملحمة الجزائر: شرح تاريخي لإلياذة الجزائر لشاعر الثورة مفدي زكريا                     | سمير نور الدين دردور | مؤسسة هنداوي                       | 2019         |        |
| قضايا مختصرة في تاريخ الجزائر الحديث                                                  | عميراوى احميده       | دار الهدى - عين مليلة              | 2005         |        |

### مذكرات
| عنوان الكتاب                         | المؤلف          | الناشر                          | سنة النشر | الغلاف |
| ------------------------------------ | --------------- | ------------------------------- | --------- | ------ |
| روح الاستقلال مذكرات مكافح 1952-1942 | حسين آيت أحمد   | منشورات البرزخ - الجزائر        | 2002      |        |
| مذكرات الشاذلي بن جديد               | الشاذلي بن جديد | دار القصبة للنشر - الجزائر      | 2011      |        |
| مذكرات أحمد بن بلة                   | أحمد بن بلة     | دار الأدب - بيروت               |           |        |
| مذكرات علي كافي                      | علي كافي        | دار القصبة للنشر - الجزائر      |           |        |
| نصف قرن من الكفاح، قائد أركان جزائري | الطاهر زبيري    | الشروق للإعلام والنشر - الجزائر | 2011      |        |
| مذكرات خالد نزار                     | خالد نزار       | منشورات الشهاب - الجزائر        |           |        |

## روابط خارجية
- أبرز 9 كتب للتعرّف إلى تاريخ الجزائر - نون بوست.
- المراجع التاريخية - بوابة التراث الثقافي الجزائري.